# Velvet Sky
Jamie Lynn Szantyr (New Britain, 2 de junho de 1981) é uma lutadora de wrestling profissional que trabalha na Total Nonstop Action Wrestling com o ring name Velvet Sky. Ela também trabalha fora da TNA Wrestling como Talia Madison.
Já se tornou Knockout Championship em 16 de Outubro de 2011 após derrotar Mickie James, Madison Rayne e a atual Knockout Champion Winter no Bound for Glory com Karen Jarrett como referee. Velvet ficou apenas 28 dias com o belt onde perdeu para Gail Kim.

## Carreira

### 2010
Em 07 de abril no episódio do Impact! Velvet Sky e Angelina Love lutaram contra Sarita e Rosita valendo o TNA Knockout Tag Team Championship, mas perderam após Angelina Love abandonar Velvet sozinha no ring. No episódio de 28 de abril do Impact!, Velvet Sky perdeu para Angelina após desistir de uma submissão da oponente. Em 5 de maio no episódio do Impact!, Sky ganhou uma oportunidade de vingança contra sua ex-parceira, quando ela se juntou com Kurt Angle em uma Mixed Handicap Tag Team Match, onde derrotaram Love, Winter e Jeff Jarrett. A briga entre as ex-integrantes da Beautiful People aparentemente terminou em 19 de Maio no episódio do Impact Wrestling, com Sky derrotando Love e Winter em uma Handicap Match.

### 2012
Em 2012 Velvet lutou pelo TNA Women's Knockout Championship contra Gail Kim em uma Steel Cage, mas saiu sem a vitória após Gail ter conseguido o pin sobre ela. Velvet Sky também lutou em um Six Pack Challenge Match contra Mickie James, Tara, Angelina Love, Winter e Madison Rayne onde saiu vitoriosa sobre Mickie James.

## Títulos e prêmios
- Defiant Pro Wrestling

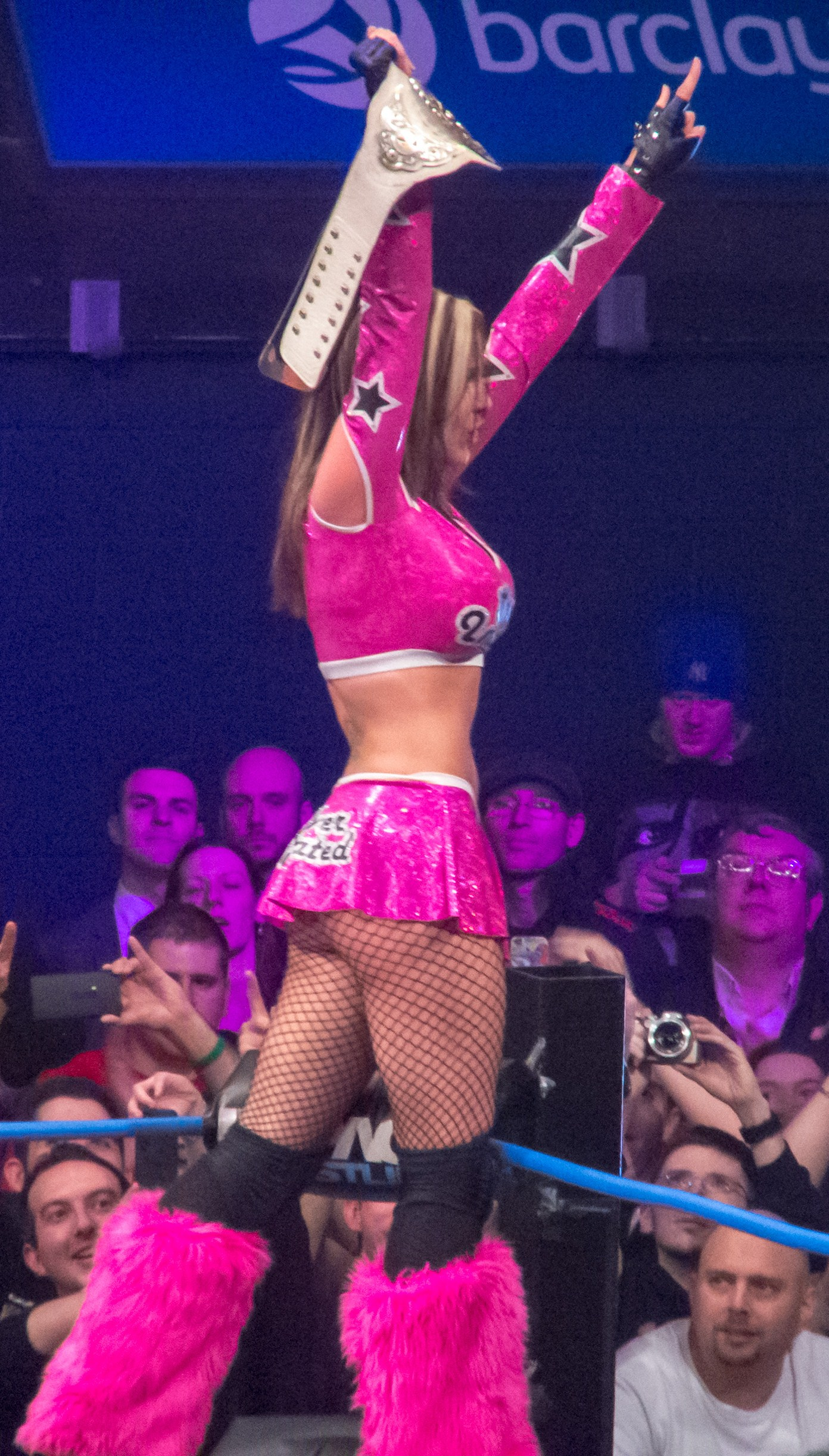
Sky como Knockouts Champion.

  - Defiant Pro Wrestling Women's Championship (1 vez)[7]
- Georgia Wrestling Alliance
  - GWA Ladies Championship (1 vez)[8]
- Women's Extreme Wrestling
  - WEW World Heavyweight Championship (1 vez)[9]
  - WEW World Tag Team Championship (2 vezes) - com April Hunter e Tiffany Madison
- World Xtreme Wrestling
  - WXW Women's Championship (1 vez)
- UWA
  - UWA Women's Tag Team titles (1 vez) -com Ariel
- Total Nonstop Action Wrestling
  - TNA Knockout Tag Team Championship com Madison Rayne e Lacey Von Erich
  - TNA Knockouts Championship (2 vezes)[10]